# 海の駅わんど
海の駅わんど（うみのえきわんど）は、青森県鰺ヶ沢町にある地域の農産物の販売や地元出身の舞の海の資料館などがある商業施設。

## 施設の特徴
1階は農産物直売所、土産を販売。食堂や無料休憩所も併設。また、観光情報コーナーでは観光・イベントのご案内、おすすめ情報を提供している。
2階は鯵ヶ沢相撲館（舞の海ふるさと桟敷）。
当町出身の元小結・舞の海や元関脇・綾川など、大相撲の歴史がよくわかるパネルやビデオの放映、化粧回しや貴重なトロフィーなどを展示をしている。
2023年（令和5年）3月に漁協の鮮魚直売所が撤退し、鰺ヶ沢町は後継店舗の誘致を進め、同年6月下旬に海鮮丼とフルーツサンドを販売する店舗がそれぞれ開店することになった。

## 施設の詳細[2]
[住所]
〒038-2753　鰺ヶ沢町大字本町246-4
[電話番号]
0173-72-6661
[営業時間]
4月～12月　9：00～18：00（12/31は15：00まで）※鰺ヶ沢相撲館は17：00まで
1月～3月　9：00～17：00（1/3は10：00から）※鰺ヶ沢相撲館は16：00まで
[休館日]
年末年始(1/1～1/2)、その他メンテナンスの為、臨時休業の場合あり。
※鰺ヶ沢相撲館も同上